# دونا فرازير
دونا فرازير (بالإنجليزية: Donna Fraser) هي عداءة سريعة بريطانية، ولدت في 7 نوفمبر 1972 في لندن في المملكة المتحدة.

## وصلات خارجية
- دونا فرازير على موقع الاتحاد الدولي لألعاب القوى (الإنجليزية)
- دونا فرازير على موقع اللجنة الأولمبية الدولية (الإنجليزية)
- دونا فرازير على موقع أوليمبيديا (الإنجليزية)
- دونا فرازير على موقع اللجنة الأولمبية البريطانية (الإنجليزية)